# Sportsko Društvo Partizan
Lo Sportsko Društvo Partizan è una società polisportiva di Belgrado.
Le prime sezioni costituite furono il calcio, l'atletica leggera, la pallacanestro, il ciclismo e il tennis. Le ultime ad essere state istituite sono state il taekwondo (1996), floorball (2007) e la squadra di pallanuoto femminile (2009). Attualmente la polisportiva conta 27 squadre in 24 discipline sportive.
Fondata il 4 ottobre 1945 come Fiskulturno društvo Centralnog doma Jugoslovenske armije Partizan, nel 1950 assunse la denominazione attuale.
Presidente dell'Associazione è Duško Vujošević, mentre vice presidente è Milorad Čavić.

## Sezioni sportive
| Sport              | Nome                                                   | Fondazione |
| ------------------ | ------------------------------------------------------ | ---------- |
| Calcio             | Fudbalski klub Partizan                                | 1945       |
| Pallacanestro      | Košarkaški klub Partizan (uomini) ŽKK Partizan (donne) | 1945 1953  |
| Atletica leggera   | Atletski klub Partizan                                 | 1945       |
| Pallavolo          | Odbojkaški klub Partizan (uomini) ŽOK Partizan (donne) | 1946 1950  |
| Hockey su ghiaccio | Hokejaški klub Partizan                                | 1948       |
| Pallamano          | Rukometni klub Partizan                                | 1948       |
| Canottaggio        | Veslački klub Partizan                                 | 1951       |
| Tennistavolo       | Stonoteniski klub Partizan                             | 1950       |
| Tennis             | Teniski klub Partizan                                  | 1945       |
| Nuoto              | Plivački klub Partizan                                 | 1948       |
| Ciclismo           | Biciklistički klub Partizan                            | 1945       |
| Pugilato           | Boks klub Partizan                                     | 1947       |
| Bowling            | Kuglaški klub Partizan                                 | 1947       |
| Judo               | Džudo klub Partizan                                    | 1953       |
| Pallanuoto         | Vaterpolo klub Partizan (uomini) ŽVK Partizan (donne)  | 1946 2009  |
| Rugby a 15         | Ragbi klub Partizan                                    | 1953       |
| Karate             | Karate klub Partizan                                   | 1967       |
| Tiro a segno       | Streljački klub Partizan                               | 1959       |
| Sollevamento pesi  | Klub dizača tegova Partizan                            | 1949       |
| Taekwondo          | Tekvondo klub Partizan                                 | 1996       |
| Scacchi            | Šahovski klub Partizan                                 | 1947       |
| Lotta olimpica     | Rvački klub Partizan                                   | 1948       |
| Ginnastica         | Gimnastičarski klub Partizan                           | 1988       |
| Floorball          | Florbol klub Partizan                                  | 2007       |

## Impianti

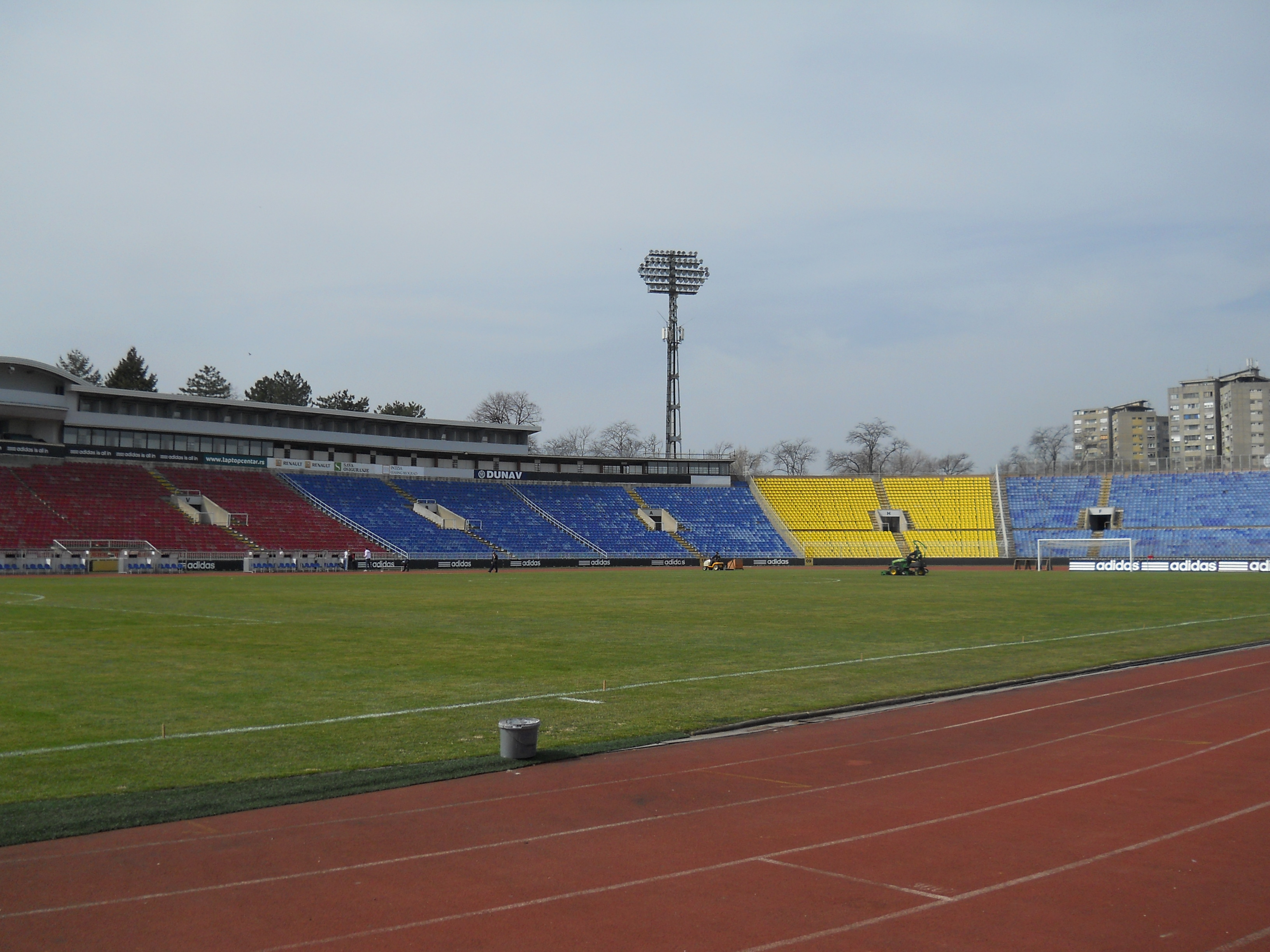
Lo Stadio Partizan, sede attuale delle partite interne di calcio

Lo Stadio Partizan è uno stadio di calcio e di atletica leggera di Belgrado di proprietà del FK Partizan. Inaugurato il 9 ottobre 1949 con il nome di JNA Stadium, la capacità iniziale era di 55.000 posti che sono stati successivamente ridotti nel 1998, a causa delle normative di sicurezza UEFA, che ha portato la capienza a 32.710 posti a sedere.
Lo Stadio sorge nel centro sportivo Partizan-Teleoptik che si estende su una superficie di 10 ettari, ospitante nove campi, di cui due con erba artificiale.
Il KK Partizan gioca le partite casalinghe nella Hala Aleksandar Nikolić che ha una capacità 7.000 posti a sedere. Inaugurata il 23 maggio 1973, si trova all'interno del Centro sportivo Tašmajdan. La RK Partizan utilizza l'impianto per le partite interne di EHF Champions League.
Sempre il KK Partizan utilizza anche la Beogradska Arena che si trova a Novi Beograd. I lavori iniziati nel 1992 vennero terminati con l'inaugurazione del 31 luglio 2004. La capacità dell'arena è 20.000 a 25.000 visitatori a seconda dell'evento. Generalmente vengono ospitate le partite di Eurolega. Nella stagione 2008-2009 il Partizan disputò le partite interne della TOP 16 nella Kombank Arena. Il 5 marzo 2009 la gara contro il Panathinaikos fece registrare un'affluenza di 22.567 spettatori, record per una gara di Eurolega..

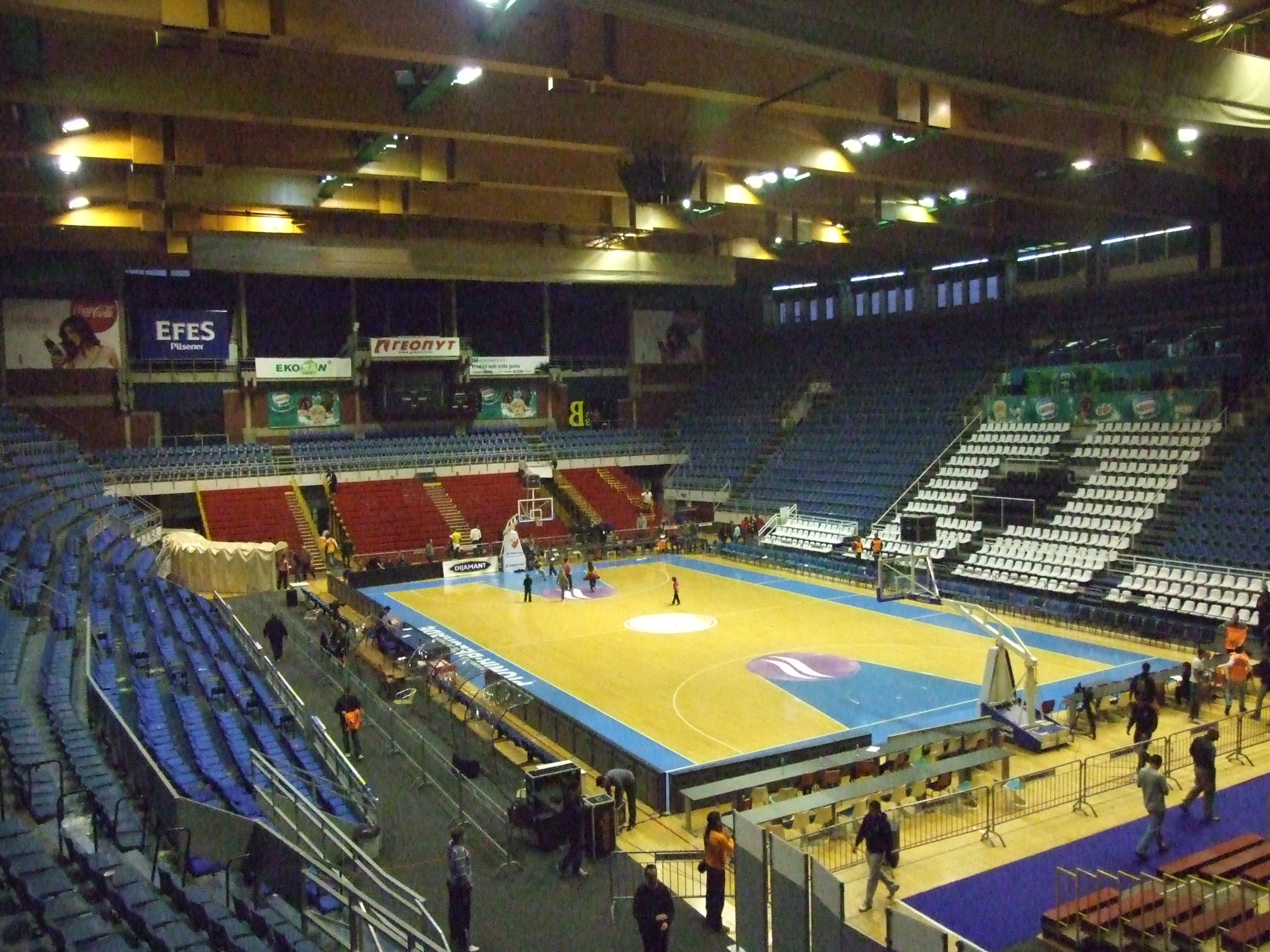
La Hala Aleksandar Nikolić, sede attuale delle partite interne di pallacanestro

Altro impianto utilizzato è la Hala sportova. Inaugurata nel 1968 è il più antico impianto sportivo della municipalità di Novi Beograd. Dall'inaugurazione, e fino al 1992 ha ospitato le partite casalinghe del Partizan Belgrado. Attualmente ospita le partite interne della sezione femminile di pallacanestro del Partizan.
La Pionir Ice Hall ospita le partite del HK Partizan.
Il Šumice Sport Center è un'arena coperta costruita nel 1973, per poi essere inaugurato il 24 maggio 1974: il palazzetto ospita anche una sala stampa da trecentocinquanta posti ed una sala per tennistavolo; al suo interno vengono disputati di incontri casalinghi di squadre di pallavolo maschili e femminili, e di pallamano.
La pallanuoto gioca nel Banjica Sport Center.

## Tifoseria
I Grobari (serbo: Гробари, ovvero I becchini) sono i tifosi della sezione calcistica della polisportiva del Partizan, anche se generalmente con tale appellativo vengono identificati tutti i tifosi del Partizan.